# Cealaltă Irina
Cealaltă Irina este un film românesc din 2009 regizat de Andrei Gruzsniczki. Rolurile principale au fost interpretate de actorii Andi Vasluianu, Simona Popescu, Dan Aștilean.

## Prezentare
Filmul de debut al regizorului Andrei Gruzsniczki, „Cealaltă Irina” este grefat, asemeni altor filme românești („Francesca”), pe un subiect fierbinte, cel al emigrării forței de muncă. Un film românesc care-și datorează succesul, pe lângă calitățile narative și de compoziție, și unei distribuții de excepție.

## Distribuție
Distribuția filmului este alcătuită din:
- Vlad Ivanov — Ofițerul Stan
- Doru Nițescu — Bărbatul certăreț
- Simona Popescu — Irina
- Doru Ana
- Dan Aștilean
- Oana Ioachim
- Dana Dogaru
- Mihaela Sîrbu
- Mihai Dinvale
- Andi Vasluianu — Aurel
- Constantin Ghenescu
- Gabriel Spahiu — Șoferul

## Primire
Filmul a fost vizionat de 1.551 de spectatori în cinematografele din România, după cum atestă o situație a numărului de spectatori înregistrat de filmele românești de la data premierei și până la data de 31 decembrie 2014 alcătuită de Centrul Național al Cinematografiei.